# Shamil Borchashvili
Shamil Borchashvili (9 de junho de 1995) é um judoca austríaco, medalhista olímpico.

## Carreira
Borchashvili esteve nos Jogos Olímpicos de Verão de 2020 em Tóquio, onde participou do confronto de peso meio-médio, conquistando a medalha de bronze ao derrotar o alemão Dominic Ressel.